# Tony Banks (músico)
Anthony George Banks (East Hoathly with Halland, 27 de março de 1950) é um músico, compositor, cantor e compositor de cinema inglês conhecido principalmente como tecladista e membro fundador da banda de rock Genesis. Banks também é um artista solo prolífico, lançando seis álbuns solo de estúdio que variam entre rock progressivo, pop e música clássica.
Banks foi cofundador do Genesis em 1967, enquanto estudava na Charterhouse. Ele foi o tecladista e um dos principais compositores e letristas. Tornou-se usuário frequente do órgão Hammond T-102, Mellotron, ARP Pro Soloist e piano Yamaha CP-70. Nos primeiros anos da banda, Banks tocava violão em algumas das canções suaves e pastorais.
Em 2010, Banks foi incluído no Rock and Roll Hall of Fame como membro do Genesis. Em 2011, ele foi incluído na lista dos 27 maiores tecladistas de todos os tempos do MusicRadar. Em 2015, ele foi nomeado "Prog God" no Progressive Music Awards.

## Infância
Anthony George Banks nasceu em 27 de março de 1950 em East Hoathly with Halland, East Sussex, sendo o mais novo de cinco filhos. Ele cita que sua mãe, uma pianista, gostava muito de música, e ouviu pela primeira vez os álbuns de música clássica que ela possuía por volta dos seis anos, antes de passar para composições de teatro musical de Rodgers e Hammerstein. O irmão mais velho de Banks apresentou-o a uma variedade maior, citando "Sixteen Tons" cantada por Frankie Laine como uma das canções, e disse: "Em 1961, e nos cinco ou seis anos seguintes, eu era louco por música!" Banks começou a ter aulas de piano na escola aos oito anos com a esposa do diretor, mas no início não gostou das aulas porque foi "bastante forçado" por seus pais, até que começou a gostar. Ele se considerava um pianista mediano, e aprendeu a recitar de ouvido peças de Sergei Rachmaninoff e Maurice Ravel, seus dois compositores de piano favoritos. Aos 13 anos começou a ter aulas com um professor inadequado que o fez perder o interesse pela música clássica, mas depois passou a recitar de ouvido músicas que ouvia no rádio. Meses depois, ele começou com um novo professor de piano que despertou novamente seu interesse por composições clássicas, o que se tornou um fator decisivo para a decisão de Banks de seguir a carreira musical. Além do piano, Banks aprendeu sozinho a tocar violão.
Aos sete anos, Banks começou seis anos de estudo na Boarzell Preparatory School, um internato em Hurst Green. Em setembro de 1963, Banks começou a estudar na Charterhouse School, uma escola particular em Godalming, Surrey. Ele estudou piano clássico como matéria extracurricular. Pouco depois de sua chegada, ele fez amizade com seu colega e futuro companheiro de banda do Genesis, Peter Gabriel, inicialmente por causa de sua aversão geral pelo ambiente da escola. Eles tocaram no Garden Wall, uma banda da escola com o baterista Chris Stewart. No início de 1967, eles se juntaram aom os guitarristas Mike Rutherford e Anthony Phillips, dois membros do Anon, outra banda da escola, para gravar uma série de demos que levou à formação de sua nova banda, Genesis.
Banks planejava originalmente estudar matemática no ensino superior. Depois de deixar Charterhouse, Banks começou a estudar química na Universidade de Sussex, mas logo mudou para física e filosofia. Depois de um ano em Sussex, ele tirou uma licença em 1969 para explorar uma carreira com o Genesis, já que o grupo havia se separado, mas decidiu se reformar e se tornar uma banda profissional em tempo integral. Os bancos nunca mais voltaram para a universidade.

## Carreira

### 1967–2007: Genesis

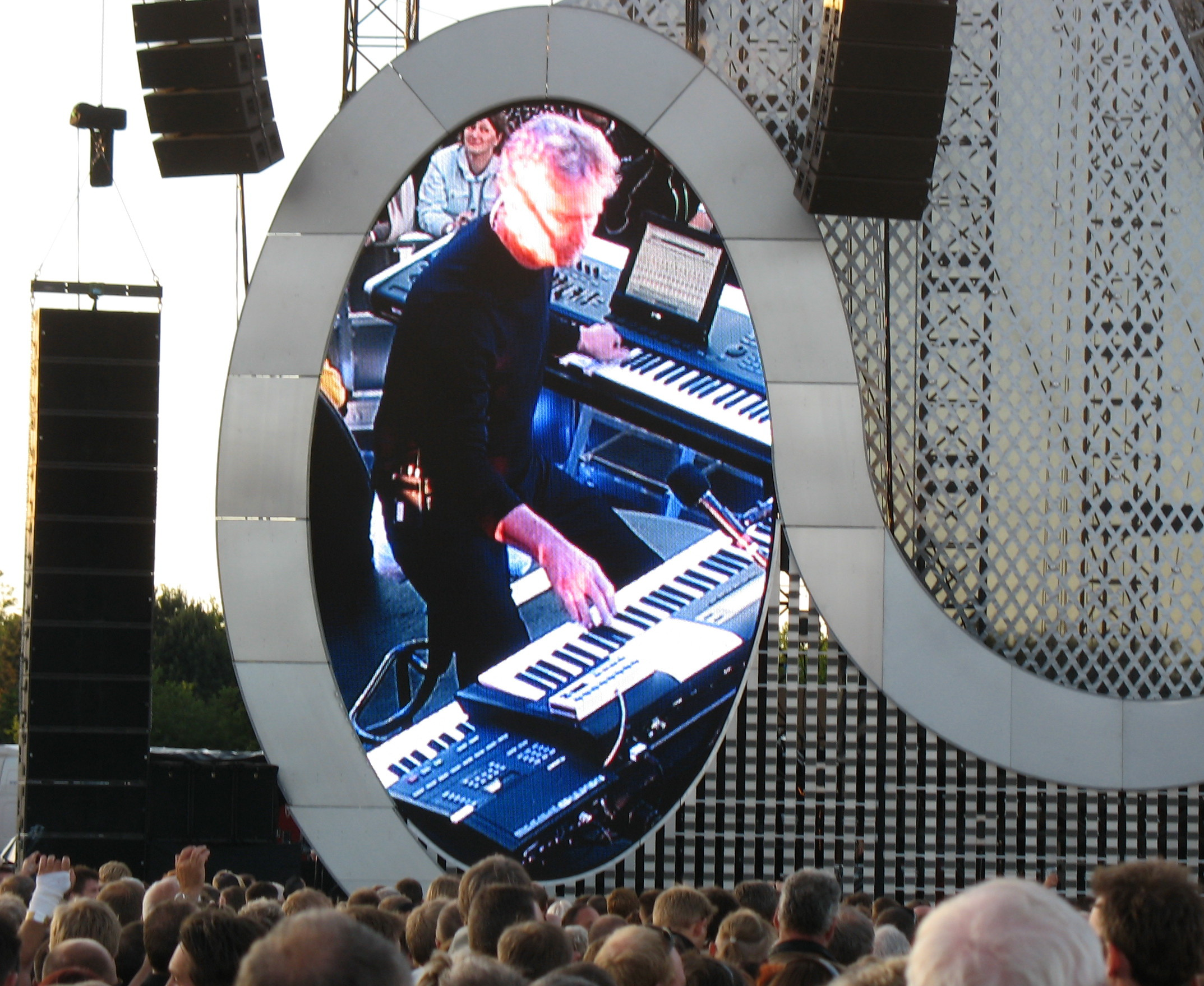
Banks tocando com Genesis em 2007

Os elaborados arranjos e solos de teclado de Banks - como a introdução de piano de "Firth of Fifth" e as seções instrumentais de "The Cinema Show", " Watcher of the Skies" e "Supper's Ready" - ajudaram a estabelecer o som do Genesis. Além de tocar teclado, Banks contribuiu (junto com Anthony Phillips, Steve Hackett e Rutherford) nas passagens acústicas de 12 cordas do Genesis em canções como "The Musical Box", "Entangled", "The Cinema Show" e a parte inicial de "Supper's Ready". Banks também foi um vocalista de apoio ocasional e cantou como co-vocalista em "Shepherd", uma faixa inédita de 1970 que finalmente apareceu no box set Genesis Archive 1967-75. Canções notáveis do Genesis escritas por Banks (pós Peter Gabriel) incluem "Mad Man Moon", "One for the Vine" e a balada hino "Afterglow", que permaneceu uma coda popular para os medleys dirigidos por Banks que o grupo tocava durante shows ao vivo por anos.
Em 1997, Banks recusou um convite para tocar no álbum solo de Steve Hackett, Genesis Revisited, porque ele não gostava de repassar o material anterior e uma aparição teria acrescentado confusão ao fato de que o Genesis estava perto de lançar Calling All Stations.
Após a separação do Genesis em 1998, a carreira de Banks estagnou e ele considerou se aposentar da música. Foi nessa época que começou a compor, intitulando uma das primeiras peças "Black Down", o que o levou a decidir seguir a composição para orquestra.

### 1978 – presente: Projetos individuais

#### Álbuns de rock
Banks pensou pela primeira vez em fazer um álbum solo em 1975, após a saída de Gabriel do Genesis. Na época, ele tinha um conjunto de músicas em desenvolvimento que foram utilizadas em A Trick of the Tail (1976), primeiro álbum gravado sem Gabriel, incluindo "Mad Man Moon" e trechos de "Entangled" e "Ripples".
Em 1979, depois que o Genesis entrou em uma pausa nas atividades, Banks e Rutherford viajaram para o Polar Studios, em Estocolmo, e gravaram seus primeiros álbuns de estúdio. O álbum de Banks, A Curious Feeling, foi lançado primeiro em outubro daquele ano. Foi originalmente concebido para ser baseado e intitulado com base no conto Flowers for Algernon, de Daniel Keyes, e Banks havia escrito um conjunto completo de letras para a história, mas arquivou a ideia depois que foi informado de um próximo musical sobre o livro. Além dos teclados, Banks toca guitarra e baixo, pois queria que o álbum fosse "o mais pessoal possível". Ele convocou Kim Beacon do String Driven Thing como vocalista.
Em junho de 1983, Banks lançou seu segundo álbum de estúdio, The Fugitive. Esse álbum continua sendo o único em que ele aparece como vocalista principal em todas as músicas; um papel que ele considerou depois de gravar os vocais guia para Phil Collins cantar em "Me and Sarah Jane" e "Keep It Dark" no álbum Abacab do Genesis (1981). Banks contratou vocalistas convidados em seus álbuns solo; estes incluíram Fish, Nik Kershaw, Toyah Willcox, Jack Hues e Jim Diamond.
Em 1988, Banks gravou um álbum pop e rock sob a identidade do grupo Bankstatement, com o guitarrista e co-produtor Steve Hillage e os cantores Alistair Gordon e Jayney Klimek, além de músicos adicionais. Banks se sentiu inspirado a prosseguir com o projeto depois de ver Rutherford desfrutar do sucesso de seu próprio grupo, Mike + the Mechanics. Seu álbum homônimo foi lançado em 1989. Banks também fez os vocais principais na música "Big Man".
Banks lançou seu quarto álbum de estúdio, Still, em abril de 1991, com participação de Fish e Nik Kershaw. Em contraste com o uso anterior de um ou dois vocalistas em um álbum, ele escolheu um número maior para Still, pois não via sentido em se restringir e selecionou pessoas diferentes para as faixas que mais lhe convinham. Como no álbum anterior, Banks assumiu o vocal principal em uma faixa ("Hero For an Hour").
Banks formou seu segundo projeto de grupo fora do Genesis em 1994. Inicialmente, ele queria chamar a banda de Incognito, mas descobriu que havia outro grupo com esse nome e escolheu Strictly Inc. A banda era formada por ele e pelo vocalista de Wang Chung, Jack Hues, e seu álbum homônimo foi lançado no Reino Unido em setembro de 1995.
Em 2004, após gravar seu álbum clássico Seven, Banks expressou interesse em gravar outro álbum solo de rock mas decidiu que o ambiente estava se tornando cada vez mais difícil em termos de conseguir um contrato; no entanto, a probabilidade de ser apenas um lançamento independente ou online o atraiu. Ele acrescentou: "Não estou tentando provar nada. Não preciso convencer ninguém. Não preciso me preocupar com críticas ou algo assim. Você está apenas fazendo isso para pessoas que estão familiarizadas com o que você está fazendo".

#### Composições para filmes
Em 1978, Banks e Rutherford foram convidados pelo músico e produtor Rupert Hine para compor música para o filme de terror The Shout (1978), depois que David Bowie foi originalmente contratado, mas não compareceu às sessões. Hine recomendou Genesis e organizou a gravação em uma igreja sem Collins, pois ele não estava disponível a curto prazo. O tema principal que eles desenvolveram foi posteriormente apresentado em "From the Undertow" do álbum solo de Banks, A Curious Feeling. 
A primeira grande trilha sonora de Banks foi para o remake avulso de 1983, The Wicked Lady (1983), do diretor Michael Winner. A trilha sonora foi lançada em abril de 1983 pela Atlantic Records.
Por volta de 1983, Banks foi convidado pelo diretor Peter Hyams para compor a trilha sonora de 2010: The Year We Make Contact (1984), a sequência do popular filme de ficção científica 2001: A Space Odyssey (1968), que havia gostado de seu trabalho para The Shout. No entanto, a "massa" de músicas que Banks havia escrito foi mal recebida por Hyams, o que levou à sua saída do projeto, deixando Banks desapontado. Com meses de sobra, Banks aceitou a tarefa de compor a trilha sonora de outro filme de ficção científica, Lorca and the Outlaws (1984), que não tinha salário. Seu baixo orçamento impediu Banks de usar um estúdio profissional, então ele escreveu a música usando sua própria máquina de 16 faixas. Banks também foi candidato a compor a música de O Exterminador do Futuro e recebeu o roteiro.[carece de fontes?]
Sua próxima trilha sonora foi o drama Quicksilver (1986). Banks lembrou que os diretores o apoiaram mais e que o processo foi tranquilo, mas não gostou da exigência de músicas mais diretas na trilha sonora para ter um single de sucesso que pudessem lançar. Entre as faixas gravadas estava "Shortcut to Somewhere", uma colaboração com o cantor Fish, do Marillion, que se tornou o único single da carreira solo de Banks a chegar às paradas do Reino Unido quando alcançou a posição 75.
Seleções de músicas escritas para Lorca and the Outlaws e Quicksilver foram posteriormente lançadas na compilação Soundtracks (1986) de Banks.

#### Álbuns clássicos
Banks se interessou pela música de Gustav Mahler depois de ouvi-la no filme Death in Venice (1971). Ele também cita Dmitri Shostakovitch e Erik Satie como compositores cuja música ele aprecia. Ele identifica a Sinfonia nº 4 em Lá menor e a Sinfonia nº 7 em Dó maior de Jean Sibelius, e a Sinfonia nº 5 em Ré maior de Ralph Vaughan Williams como peças favoritas. Os críticos observaram que Vaughan Williams e o compositor de cinema John Barry são influências notáveis em suas próprias composições orquestrais. Banks reconheceu semelhanças de estilo entre suas obras orquestrais e as de Vaughan Williams, Sibelius e Barry.
Em março de 2004, Banks lançou seu quarto álbum de estúdio, e o primeiro de música inteiramente clássica, intitulado Seven: A Suite for Orchestra pela Naxos Records. Ele teve a ideia do álbum cerca de seis anos antes de começar a trabalhar nele e se sentiu encorajado ao ouvir os arranjos orquestrais de suas composições para a trilha sonora de The Wicked Lady. O álbum apresenta sete composições executadas pela Orquestra Filarmônica de Londres com Banks ao piano em três faixas e o maestro Mike Dixon.
Em 26 de março de 2012, o segundo álbum clássico de Banks foi lançado (também pela Naxos), intitulado Six Pieces for Orchestra, interpretado pela Orquestra Filarmônica da Cidade de Praga sob a regência de Paul Englishby. As faixas são: "Siren" com Martin Robertson no saxofone alto, "Still Waters", "Blade" com Charlie Siem no violino, "Wild Pilgrimage", "The Oracle" e "City of Gold".
O terceiro álbum de música clássica de Banks, Five, foi lançado em fevereiro de 2018. Como ele relatou no encarte do álbum: "Em 2013, fui abordado para escrever uma peça para o Festival de Música de Cheltenham do ano seguinte, com a qual concordei prontamente, pois me pareceu uma boa oportunidade para eu ter uma de minhas peças orquestrais tocada ao vivo, o que não havia acontecido antes... desde então escrevi mais músicas, criando esta suíte...". Ele apresenta cinco peças interpretadas pela Orquestra Sinfônica Nacional Checa e Coro dirigido por Nick Ingman, e Banks ao piano e celesta.
Outros projetos recentes incluem escrever música para o tenor de ópera John Potter e para um soneto de Shakespeare.

## Recepção
O historiador da música Wayne Studer referiu-se a Banks como "o tecladista de maior bom gosto do rock progressivo". Scott Solida, da MusicRadar, também o descreveu como "de bom gosto e muitas vezes contido", cuja "forma de tocar sempre esteve a serviço da música". Solida acrescentou: “Banks exibia um senso de arranjo e propósito que muitas vezes faltava nos excessos de seus colegas”. Em 2018, Philip Wilding, do Classic Rock, descreveu Banks como "o artista solo mais esquecido do Genesis".
Banks foi pioneiro em muitos sons exclusivos de teclado e sintetizador ao longo de sua carreira; uma de suas conquistas foi a técnica de usar a saída de acionamento de uma bateria eletrônica Linn LM-1 para fazer com que o padrão de chimbal acionasse um sintetizador ARP Quadra, criando partes como o som pulsante da bateria em "Mama" (do Genesis de 1983) e "By You" em The Fugitive (1983). Outra técnica única de sintetizador foi usada na faixa "Who Dunnit?" do álbum Abacab de 1981; um Sequential Circuits Prophet-5 foi programado com alguns sons, e os patches foram trocados manualmente (por meio das guias predefinidas do painel) enquanto ele tocava.
Conhecido por sua falta de extravagância no palco, Banks usou snorkel nas apresentações de "Who Dunnit?" na turnê Abacab.

## Instrumentos
Banks, que toca piano há muitos anos, alcançou um som distinto ao colocar todos os seus teclados (bem como seu violão de 12 cordas) em uma mesa de mixagem e, em seguida, colocando a saída de sinal da placa para um alto-falante Leslie (tanto o mixer quanto o alto-falante rotativo foram feitos em casa).[carece de fontes?] Isso pode ser ouvido claramente em tudo que Banks toca no álbum Genesis Live.
A configuração mais antiga de Banks incluía um órgão Hammond L-100, um Hohner Pianet N e um Mellotron MkII, todos os quais (assim como o piano de cauda) foram ouvidos pela primeira vez no álbum Trespass. Banks utilizou o Pianet como substituto de um piano de cauda e também como instrumento principal, com o uso de uma fuzz box (também caseira, semelhante ao Fender Blender). Ele frequentemente duelava com a guitarra de Hackett, como pode ser ouvido em faixas como "The Musical Box", "The Return of the Giant Hogweed" e "Supper's Ready". Banks em 1974 mudou de seu Pianet para um RMI 368 Electra Piano and Harpsichord, que logo foi integrado ao som de Genesis, como ouvido pela primeira vez em vários momentos  do álbum The Lamb Lies Down on Broadway (1974). Muitas vezes era usado o efeito do fuzz box caseiro e um MXR Phase 100 – posteriormente esses pedais foram inseridos no painel do Electra Piano. Em 1978, o RMI foi substituído pelo piano de cauda elétrico Yamaha CP-70.
O primeiro sintetizador usado por Banks foi o monofônico ARP Pro Soloist, que Banks adquiriu pela primeira vez em 1973 junto com um Hammond T-102 e um Mellotron M400 para o álbum Selling England by the Pound, substituindo o Hammond L122 e o Mellotron MkII. Com o lançamento do álbum A Trick of the Tail em 1976 em diante, Banks fez uso do ARP 2600, um sintetizador semimodular. No álbum ...And Then There Were Three... de 1978, o Polymoog (um dos primeiros sintetizadores polifônicos) foi integrado ao conjunto expansivo de Banks, o que possibilitou texturas "coloridas" mais expressivas e altamente estratificadas, juntamente com seu uso exclusivo dos pedais de efeitos MXR Phase 100 e Boss CE-1 Chorus no órgão Hammond T-102. Durante esse tempo, ele também adicionou um sintetizador de cordas e metais Roland RS-202 para substituir principalmente o Mellotron, embora não tenha sido usado ao vivo. Ele também usou brevemente um piano elétrico Fender Rhodes. Ele também adquiriu um piano de cauda elétrico Yamaha CP-70, que, quando tocado por um refrão de Boss, se tornaria uma parte característica do som de Banks dos anos 1970-80.
Ele usou essa técnica até Duke em 1980, quando fez uma grande revisão em seu equipamento, abandonando o ARP 2600, o ARP Pro-Soloist, o Mellotron e o RS-202 em favor de uma Yamaha CS-80 . um Circuitos Sequenciais Prophet-5, um ARP Quadra e um Roland VP-330. No álbum Abacab, de 1981, o órgão não apareceu mais; sons de órgão foram emulados usando um sintetizador Sequential Circuits Prophet 10 através do Boss CE-1. Para o álbum Genesis em 1983, ele substituiu o Polymoog por um sampler digital E-mu Emulator. Ele também adicionou um NED Synclavier II, que também teve destaque na carreira de Banks, como em "Home by the Sea". Suas mudanças finais neste equipamento foram substituir o Emulador E-mu por um E-mu Emulator II + e o Roland VP-330 por um Yamaha DX7 para Invisible Touch. Desde o álbum We Can't Dance (1991), Banks tem preferido os sintetizadores Roland e Korg, como Roland JD-800 e Korg Wavestation.
A evolução da tecnologia e do sampling permitiu-lhe usar um equipamento menor de 4 ou 3 teclados com uma série de módulos de sintetizador montados em rack para emular muitos dos sons anteriores. Seus equipamentos de concerto desde When in Rome 2007 incluem o Korg Wavestation e teclado Roland A-90 atuando como controladores MIDI para Korg Wavestation SR montado em rack, Roland JD-990, Yamaha TX7, E-mu Proteus I e II e E-mu EIV, bem como Korg OASYS como teclado mestre.

## Vida pessoal
Banks casou-se com Margaret McBain em 29 de julho de 1972. Eles tiveram uma lua de mel de um dia, pois Banks estava muito ocupado terminando o álbum Foxtrot do Genesis. Banks disse: "A banda sentiu pena de mim, então pagaram para que ela viesse na próxima turnê". O casal tem dois filhos.

## Discografia

### Álbuns solo
Álbuns de estúdio
- A Curious Feeling (1979)
- The Fugitive (1983)
- Bankstatement (1989, creditado para Bankstatement)
- Still (1991)
- Strictly Inc (1995, creditado para Strictly Inc.)
- Seven: A Suite for Orchestra (2004)
- Six Pieces for Orchestra (2012)
- Five (2018)

Álbuns de trilha sonora
- The Wicked Lady (1983)
- Soundtracks (1986)

Álbuns de compilação
- A Chord Too Far (2015)[27]

### Singles
- "For a While" (1979)
- "For a While" (relançamento) (1979)
- "The Wicked Lady" (1983)
- "This Is Love" (1983)
- "And the Wheels Keep Turning" (1983)
- "You Call This Victory" (1985, com Jim Diamond)
- "Shortcut to Somewhere" (1986, com Fish)
- "Throwback" (1989, Bankstatement)
- "I'll Be Waiting" (1989, Bankstatement)
- "I Wanna Change the Score (1991, com Nik Kershaw)
- "The Gift" (1991, com Andy Taylor)
- "Still It Takes Me By Surprise" (1992, com Andy Taylor)
- "Only Seventeen" (1995, Strictly Inc.)
- "Walls of Sound" (1995, Strictly Inc.)